# Белло, Луи
Луи́ Белло́ (старофр. Louys Bellau; фр. Louis Bellaud), прозванный Белло де ла Беллодье́р (Bellaud de la Bellaudière, около 1532—1588) — французский поэт; солдат, бродяга и эпикуреец по наклонностям; первым со времён трубадуров (XII—XIII века) возродил любовную жизнерадостную поэзию на языке Прованса, — отец новейшей провансальской поэзии.

## Биография и творчество
Из семьи провансальского аристократа. Учился в Экс-ан-Провансе и Авиньоне, весёлая жизнь которых ярко отражается в его стихотворениях. Служил в армии, участник Гугенотских войн. Арестованный после Варфоломеевской ночи (24 августа 1572), Белло провёл 19 месяцев в тюрьме в Мулене (нояб. 1572—1574), где написал 150 песен и свою первую поэму «Le Don-don infernal» (Экс-ан-Прованс, 2 изд. 1588).
В Экс-ан-Провансе он собрал вокруг себя общество «arquins», целью которого было наслаждение жизнью и поэзией.
Его друг Пейре По (окс. Pèire Pau; 1554—?; фр. Пьер Поль) издал в Марселе (1596; первая печатная книга в этом городе) сборник, составленный из трёх книг Белло — «Sous Passatens», «Obros et rimos» и «Le Don-don infernal», — с приложением собственного произведения «La Barbouilhadon». Вступительная статья была написана сыном Мишеля Нострадамуса — Сезаром.